# 中港系統交流道
24°18′27″N 120°36′48″E / 24.307486°N 120.613444°E
中港系統交流道，簡稱中港系統，位於臺灣臺中市清水區，是國道三號與國道四號交會的系統交流道，國道三號指標169k、國道四號指標2k。
由於國道三號主線甫由清水水尾山而下、立即進入大甲溪谷地，地勢高低落差大導致國道三號主線橋墩極高，加上交流道建築用地廣、線形優美，因此不論由地上或由天上俯瞰本交流道，均極為壯觀且優美，有「中臺灣最美交流道」的美譽，國工局出版之國道三號竣工紀念攝影集《飛閱臺灣新動脈：第二高速公路空中攝影專輯》即以本交流道之空拍畫面作為封面。
此外，由於該座交流道線型優美，經常有攝影人士前來取景。曾經在2018年競爭力網路科技公司舉辦的網路投票中被選為“最壯觀的交流道”。
|             | 169 中港系統 |  | 清水 神岡 |
|             | 2A 中港系統  |  | 沙鹿      |
| 2B 中港系統 | 大甲         |  |           |

## 簡述
中港系統交流道是二高台中環線中重要的工程，這座交流道設有五條匝道、三條環道及一條聯絡道，呈三層交疊，工程挑戰性高，是國道3號及國道4號高速公路的轉接樞紐。
2002年10月11日，國道3號中港系統至龍井交流道通車，2003年1月17日，國道3號中港系統至後龍交流道通車。
此外為配合臺中市政府持續推動「八年種百萬棵樹」計畫，台中市政府建設局於2016年間在交流道下方的腹地，整理出了約10公頃空間、種下1萬5,000棵蘭嶼烏心石及毛柿等樹種的樹苗，以及作為市區內行道樹培育的場所，以減少車輛排放造成的環境衝擊、並進行環境綠化。

## 外部連結
- 國道三號中港系統交流道示意圖 （页面存档备份，存于）（交通部高速公路局）